# اجدیر
اَجدیر یکی از شهرهای کوچک کشور مراکش است که در شمال آن کشور و در منطقه حسیمه ریف قرار گرفته‌است. 
این شهر از سال ۱۹۲۲ تا ۱۹۲۶ پایتخت جمهوری ریف بود. رهبری آن جمهوری را عبدالکریم خطابی (درگذشتهٔ ۱۹۶۳) بر عهده داشت.